# NGC 30
NGC 30 je dvojhvězda v souhvězdí Pegase.